# Marphysa mauritanica
Marphysa mauritanica är en ringmaskart som beskrevs av Gillet 1990. Marphysa mauritanica ingår i släktet Marphysa och familjen Eunicidae. Inga underarter finns listade i Catalogue of Life.